# У країні сутінків
У Сутінковій країні, або У країні сутінків (швед. I Skymningslandet) — дитяча розповідь Астрід Ліндгрен, видана у вигляді окремої ілюстрованої книги. У розповіді йдеться про таку «недитячу» тему, як смерть.

## Сюжет
Йоран має хвору ногу. Вже рік, як він прикутий до ліжка. Якось уночі він чує, як його батьки кажуть, що він більше ніколи не зможе ходити. Йоран у розпачі. Але того ж вечора його відвідує пан Лільонкваст — привітна людина маленького зросту із Сутінкової країни. Він уміє літати і бере з собою Йорана до своєї країни. Там Йоран їсть цукерки, що ростуть на деревах, водить трамвай, танцює та співає. Потім пан Лільонкваст представляє його суворим і невблаганним королю та королеві Сутінкової країни, але це єдиний «страшний» момент оповідання; після цього веселощі поновлюються, і він повертає Йорана додому. Йоран більше не сумує через свою хвору ногу, бо щоразу, коли у вікнах темніє, пан Лільонкваст повертається і переносить Йорана в країну сутінків, де Йоран теж уміє літати!
При цьому для дорослого читача сюжет виглядає досить похмурим: очевидно, справа відбувається у потойбічному світі, до якого Лільонкваст готує хлопчика. Мешканці світу — здебільшого люди похилого віку, дідки і бабусі, а також люди у старовинних костюмах, але серед них зустрічається і знайома Йорану дівчинка, яку він раніше бачив у молодшій школі. На будь-які зауваження Йорана про те, що те чи це йому не вдасться, Лільйонкваст зауважує, що «в сутінковій країні це не має значення!»

## Місце
Дія відбувається недалеко від квартири Астрід Ліндгрен на Далагатан 46 у Стокгольмі. Перед станцією метро Уденплан на північній стороні вулиці Уденгатан стоїть низка будинків, де починається казка. Звідти головні герої переміщаються над Стокгольмом. Вони можуть побачити старе місто, включаючи острів з парком розваг Юргорден, церкву святої Клари, парк Крунуберг, музей Скансен, а також відвідати острів Стадсхольмен із королівським замком.
Ландшафт Сутінкової країни є позачасовим, оскільки, хоч і нагадує сучасний Йорану Стокгольм, будь-який елемент у будь-який момент може «відсунутись» або перетворитись химерним способом. Також відсутня явна межа між «справжнім Стокгольмом» та Сутінковою країною; Стокгольм перетворюється на Сутінкову країну лише у момент присутності пана Лільонкваста поруч із героєм.

## Тема та паралелі
Пан Лільонкваст був уявним другом доньки Ліндгрен Карін. За словами останньої, цей маленький летючий дідок відвідав її в її кімнаті одного вечора, але більше його ніхто не бачив, тому що він сховався, як тільки хтось увійшов до кімнати. За словами самої Астрід Ліндгрен, Лільонкваст — приємніший і дружелюбніший прототип Карлсона-на-Даху.
З іншого боку, Ліндгрен неодноразово поверталася у своїй творчості для дітей до теми смерті та потойбіччя, включаючи такі твори, як «Брати Лев'яче Серце» та «Міо, мій Міо». Тема марень важко хворого хлопчика (але зі щасливою кінцівкою) також є сюжетом повісті «Лицар Нільс з Дубового гаю».

## Публікація
Оповідання «У Сутінковій країні» було вперше опубліковане 1948 року в шведському журналі Vi. Пізніше воно було опубліковане у збірці казок про Крихітку Нільса Карлссона у 1949 році. У 1950 році за це оповідання Астрід Ліндгрен була нагороджена меморіальною дошкою Нільса Гольґерссона. У 1994 році оповідання було видано у Швеції у вигляді ілюстрованої книжки, яка в 2012 році була перекладена англійською мовою.

## Критика
Сільке Шнеттлер з Frankfurter Allgemeine Zeitung високо відгукнулася про оповідання. Вона вважає, що текст та зображення унікальним чином доповнюють одне одного. Шнеттлер вважає, що історія, з одного боку, глибоко сумна, а з іншого боку, приносить втіху. Силою своєї уяви хлопчик може звільнитися від гнітючої реальності.
Focus включив «Країну сутінків» до семи найкращих книг для юних читачів. Журнал описує книгу як одну з найкрасивіших розповідей про сни Астрід Ліндгрен.
Коли Die Zeit запитав біографа Ліндгрена Біргіта Данкерта про її улюблену сцену в книгах Ліндгрена, вона згадала сцену з оповідання «У країні сутінків». У цій сцені містер Лільонкваст відповідає на всі страхи та побоювання Йорана заспокійливою фразою: «… це не має значення у Сутінковій країні».
Книга рекомендована для читання організаціями сестринського догляду (Superhands of the Johanniter), паліативної медицини або хоспісів (Palliativzentrum Unna, Kinder-und Jugendhospiz Regenbogenland).